# Capivari do Sul
Capivari do Sul là một đô thị thuộc bang Rio Grande do Sul, Brasil. Đô thị này có diện tích 417,609 km², dân số năm 2007 là 3330 người, mật độ 7,97 người/km².